# Haim Moshe

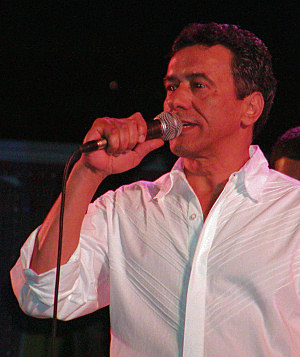
Haim Moshe auf der Unabhängigkeitstagsparty am 6. Mai 2003 in Eilat.

Haim Moshe (hebräisch חיים משה, geb. als Haim Mose; * 1955 in Ramat haScharon, Israel) ist ein israelischer Sänger und Musiker jemenitischer Herkunft. Genre: Orientalisch-mediterranes Ethno (מזרחית).
Er gilt als einer der besten Vertreter dieses Genres: Seit mehreren Jahrzehnten ist Haim Moshe mit seinen Alben ohne Pause in den Hitparaden der orientalischen Musik zu finden.

## Biographie
Moshe, verheirateter Vater von drei Kindern, wurde im Jahre 1955 in Ramat Sharon, Israel, als Haim Mose geboren. Sein Vater wollte, dass Haim wie sein Großvater Rabbiner werde. Aber er fühlte sich immer schon von den Klängen der orientalisch-mediterranen Musik angezogen. Er schloss sich der Band Zliley Hakerem (צלילי הכרם, Glocken des Weingartens) an und sang vor allem traditionelle jemenitische Lieder. Seine Solokarriere startete er mit Hits wie "Ahavat Chajaj" (אהבת חיי, Liebe meines Lebens) und "Linda Linda". Mit dem Album "Ten Lazman Lalechet" (תן לזמן ללכת, Lass die Zeit gehen) wurde er zu einem Superstar. Moshe trat auch in ein, zwei Filmen auf.
Neben eigenen Songs, wie zum Beispiel "Kol Nedaray" (כל נדרי, Alle meine Schwüre) oder "Ahavnu" (אהבנו, Wir haben geliebt), ist Moshe auch bekannt für ins Hebräische übersetzte Coverversionen von arabischen, türkischen, griechischen und anderen Hits. Unter Israelis sehr beliebt ist zum Beispiel die Hymne "Toda" (תודה Danke), die ein Cover des Songs "Ola kala ola orea" (Ολα καλά όλα ωραία) des griechischen Sängers Jorgos Dalaras ist. Moshe singt auch auf Arabisch.

## Diskografie
Moshe brachte 35 CDs (Kollektionen nicht eingeschlossen) heraus. Hier eine Auswahl der bekanntesten Alben:
- 1990: Hakolot shel Pireus (Stimmen von Piräus הקולות של פיראוס)
- 1995: Etmol (Gestern אתמול)
- 1998: Hatmonot sheba'albom (Bilder im Album התמונות שבאלבום)
- 2000: Od shana chalfa (Noch ein Jahr vergangen עוד שנה חלפה)
- 2001: Emtza Hachajim (In der Mitte des Lebens אמצע החיים)

### Singles (Auswahl)
- 1988: אהבת חיי
- 1991: הקולות של פיראוס
- 1998: עיישה (Original: Cheb Khaled – Aïcha)

| Personendaten    | Personendaten                    |
| ---------------- | -------------------------------- |
| NAME             | Moshe, Haim                      |
| ALTERNATIVNAMEN  | Mose, Haim; חיים משה (hebräisch) |
| KURZBESCHREIBUNG | israelischer Sänger und Musiker  |
| GEBURTSDATUM     | 1955                             |
| GEBURTSORT       | Ramat haScharon, Israel          |